# NGC 7244
NGC 7244 (другие обозначения — PGC 68468, MCG 3-56-21, MK 303, ZWG 451.25) — спиральная галактика (Sc) в созвездии Пегас.
Этот объект входит в число перечисленных в оригинальной редакции «Нового общего каталога».
В галактике вспыхнула сверхновая SN 2009hy типа Ic, её пиковая видимая звездная величина составила 18,7.